# Il mio primo uomo
Il mio primo uomo (La joven casada) è un film spagnolo del 1975 diretto da Mario Camus.

## Trama
Simona è una giovane infermiera che intrattiene una relazione con un medico della clinica dove lavora. Il padre di lui lo convince a partire per l'Africa e in questo modo ha modo di conquistare la ragazza e sposarla ma al ritorno del giovane la relazione riprende.
Indecisa sulla scelta Simona deciderà di lasciarli entrambi tentando un riavvicinamento con un vecchio amico d'infanzia.

## Distribuzione
Il film fu distribuito in Italia soltanto nel 1977 dopo due revisioni della censura che inizialmente aveva fissato il divieto ai minori di anni 18 e successivamente dopo ulteriori tagli abbassò il predetto divieto ai minori di 14 anni.